# Herrania purpurea
Herrania purpurea là một loài thực vật có hoa trong họ Cẩm quỳ. Loài này được (Pittier) R.E. Schult. mô tả khoa học đầu tiên năm 1944.